# 酚酞
酚酞（英語：phenolphthalein）是一種化合物，分子式為C20H14O4，常用“PP”、“HIn”、“HPh”、“phph”或“Ph”为速记符号。酚酞通常用作酸鹼指示劑，也曾作为刺激性泻剂。酚酞在酸性溶液中变为无色，在碱性溶液中变为粉红色，属于酞类染料（phthalein dyes）。
酚酞微溶于水，通常溶解在醇中以用于实验。它是一种弱酸，可在溶液中失去H+离子。酚酞分子是无色的，失去质子的酚酞离子是紫红色的。其在较高pH中会进一步失去质子并导致褪色。浓硫酸中的酚酞离子是由于磺化引起的橙红色。

## 用途

### 酸碱指示剂
酚酞的常见用途是作为酸碱指示剂。其与甲基红、溴百里酚蓝和百里酚蓝一起作为通用指示剂的成分。
酚酞在水溶液中根据溶液的pH產生不同的形式。
文献中关于化合物的水合形式和硫酸中的颜色存在不一致。Wittke在1983年报告称，在强酸性条件下，其以质子化形式（HIn+）存在而呈现橙色。然而后来的论文表明，这种颜色是由于其被磺化为酚磺酞。
在强酸性和弱碱性条件之间，内酯形式（HIn）是无色的。双去质子化（In2-）酚盐形式（苯酚的阴离子形式）產生熟悉的粉红色。在强碱性溶液中，酚酞转化为In(OH)3-形式，其粉红色会经历相当缓慢的褪色反应，当pH值大于13时变为完全无色。 
酚酞的pKA值为9.05、9.50 和12，而酚磺酞的pKA值为1.2和7.70。
|          | H3In+         | H2In         | In2−           | In(OH)3− |
| 结构     |               |              |                |          |
| 球棍模型 |               |              |                |          |
| pH       | <-1 在H2SO4中 | 0−8.3        | 8.3−10.0       | >12      |
| 条件     | 强酸性        | 酸性、近中性 | 碱性           | 强碱性   |
| 颜色     | 橙色          | 无色         | 粉红色至品红色 | 无色     |
| 图片     |               |              |                |          |

| PP startAnimGif                                          |
| 酚酞結構隨pH值的變化動畫: H3In+ → H2In → In2− → In(OH)3− |

### 医疗用途
酚酞作为泻药已被使用了一个多世纪，但由于擔憂其致癌性，现已从多数国家的非处方药列表中移除。
尽管有對其致癌性的擔憂，但使用酚酞作为泻药不太可能导致卵巢癌。
酚酞已被添加到欧洲化学品管理局的高度关注物质 (SVHC) 候选清单中。

## 合成
酚酞是通过邻苯二甲酸酐与两份苯酚在浓硫酸加热的情况下缩合制得的。这个方法由阿道夫·冯·拜尔于1871年发现。

酚酞的合成

该反应也可以由氯化锌和氯化亚砜的混合物催化。